# Неонацизм

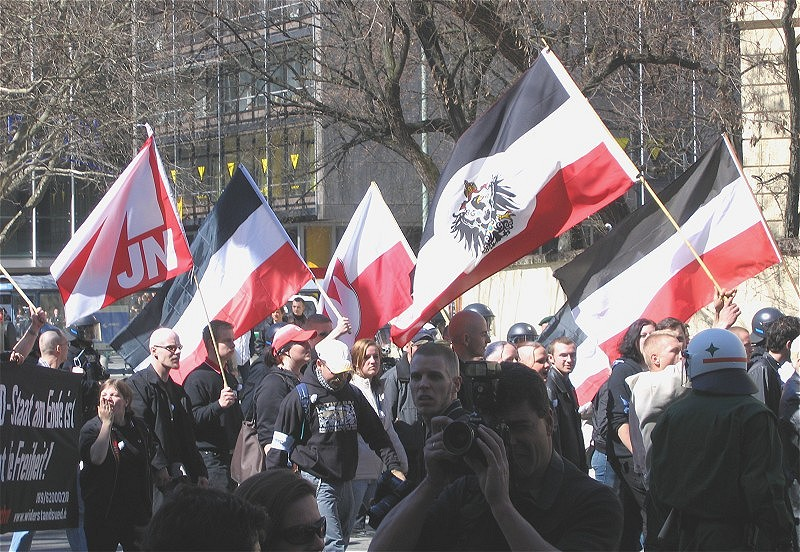
Неонацистська демонстрація у Мюнхені, Німеччина (2005)

Неонаци́зм — загальна назва політичних або соціальних рухів, які виникли після Другої світової війни та прагнуть відновити націонал-соціалізм, або ж проголошують себе послідовниками Націонал-соціалістичної німецької робітничої партії (NSDAP). Термін також використовується як назва ідеології цих рухів.
Неонацизм продовжує відстоювати всі або деякі позиції нацистської ідеології. Це такі як біологічний расизм, антисемітизм, гомофобія, ейблізм, ромофобію та радикальний націоналізм, при цьому використовуючи символи пов'язані з нацизмом, наприклад свастику та кольори нацистського прапора. Через часткову або повну заборону нацистських символів у ряді країн, використовуються різноманітні символи репліки, прототипами яких є символи нацизму. Також виражені заперечення Голокосту, ідеалізація нацистського режиму Третього рейху та окремих його діячів, в першу чергу Адольфа Гітлера.
Неонацистські рухи поширені в більшості європейських країн, у низці країн Азії (наприклад Іран, Японія, Тайвань), Америки, в Південно-Африканській Республіці (серед білої меншини), Австралії і Новій Зеландії. У деяких країнах Європи та Латинської Америки існують закони, які забороняють про-нацистські, антисемітські та гомофобські погляди, а також повністю чи частково забороняють нацистську символіку.

## Європа

### Україна
. Найактивнішими та найагресивнішими експерти вважали ультраправі групи з числа так званого руху «Влада Білих — Скінхед Спектрум» (White Power — Skinhead Spectrum), українська філія світової екстремістської мережі «Кров і Честь» (Blood & Honor), воєнізована неонацистська секта «Світова Церква Творця Рутенія» (World Church of the Creator Ruthenia). Їх об'єднує загальна ідеологія расизму та націоналізму, яка базується на принципах установлення переваги над особами інших рас і національностей. В Інтернеті діяло не менше тридцяти вебсайтів неонацистського характеру.
У другій половині 2000-х у Києві існувала націонал-соціалістична молодіжна організація Українська націонал-трудова партія, а у Харкові та на території Харківської області активно розгорнула свою діяльність Харківська обласна громадська організація «Патріот України». Діяльність цієї організації, згідно зі статутом, спрямована на відродження української націоналістичної ідеї, вшанування пам'яті борців за незалежність України (ОУН і УПА), протидію незаконній міграції мешканців країн Азії та Африки до України. Разом з тим, відповідно до програми «Патріоту України», розміщеної на тодішньому офіційному сайті, організація «виступає за монорасове мононаціональне суспільство». Її очільник Андрій Білецький прямо заявляв про те, що «український расовий соціал-націоналізм — ідеологія організації «Патріот України» (саме таку назву мала його стаття, надрукована у збірці ідеологічних робіт та програмних документів «Український соціальний націоналізм»)[значущість факту?].

### Греція

Прапор «Золотого світанку»

Ультраправу політичну партію Золотий світанок часто позначають як неонацистську, хоча вона відкидає такі звинувачення. Кілька членів Золотої Зорі брали участь у Боснійській війні у волонтерській грецькій гвардії (GVG) і були присутні в Сребрениці під час різанини у Сребрениці. Інше грецьке неонацистське угруповання є штрасерістська «Mavros Krinos» (Μαύρος Κρίνος — Чорна лілія).
На виборах 6 травня 2012 року Золотий світанок отримали 6,97 % голосів, увійшовши в грецький парламент уперше з 21 представниками. На виборах 17 червня 2012 р. Золота Зоря отримала 6,92 % голосів, увійшовши в грецький парламент з 18 представниками.

### Німеччина

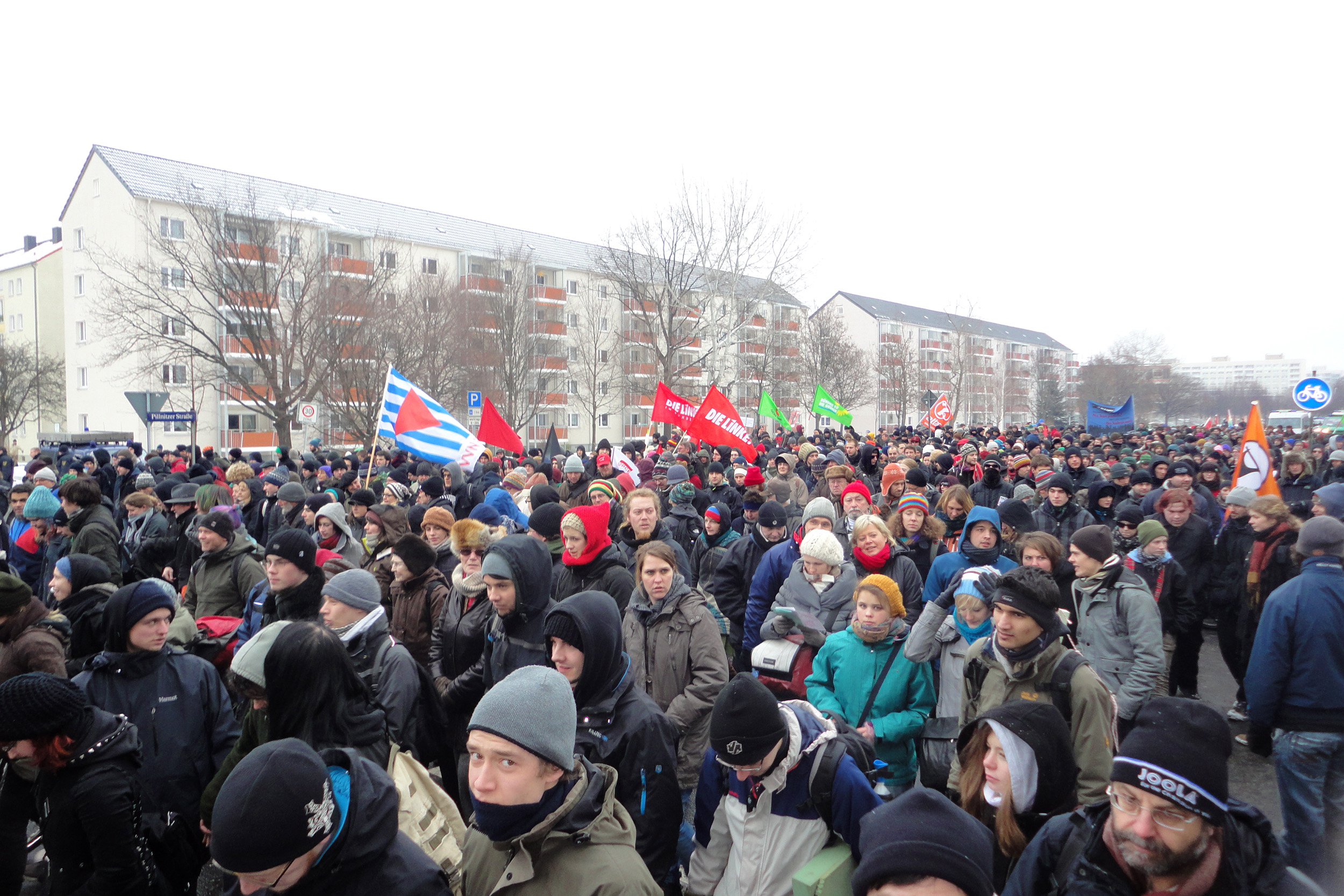
Анти-нацистська демонстрація у Дрездені (2012)

У Німеччині, відразу після Другої світової війни, союзні війська і новий німецький уряд намагалися запобігти створенню нових нацистських рухів за допомогою процесу, відомого як денацифікація. Західнонімецький уряд створив суворі закони, що забороняють нацистами публічно висловлювати свої переконання та закрили їм доступ до політики. Зображення свастики була злочином, караним до одного року позбавлення волі. Загалом до 1960 року в Європі відкрита неонаціонал-соціалістична діяльність була низькою, хоча деякі колишні націонал-соціалісти зберегли свої політичні переконання і передали їх новим поколінням. Після возз'єднання Німеччини в 1990-х роках націонал-соціалістичні групи отримали більше послідовників, головним чином серед незадоволених підлітків колишньої Східної Німеччини.
За попередньою версією щорічної доповіді розвідки Німеччини (Verfassungsschutz) за 2010 рік, в той час було 25 000 правих екстремістів, які проживають у Німеччині, в тому числі 5600 неонацистів. Неонацистські організації, суміжні та похідні від них символи, заперечення Голокосту поза законом у Німеччині та караються згідно з Кримінальним кодексом Німеччини (Strafgesetzbuch § 86a) і § 130 (публічне підбурювання).

### Росія

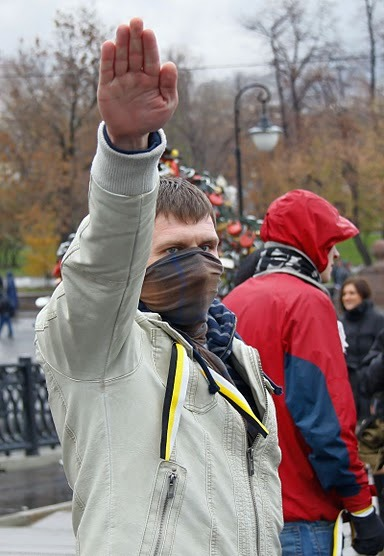
Російський неонацист у Москві на анти-ЛГБТ+ демонстрації, жовтень 2010

У 1990 році виник рух «Російська національна єдність», який обрав своїм символом свастику, досі активний (станом на 2013 рік) і який вважає себе на передовій майбутньої національної революції. Згідно з заявами самого руху, його осередки є у понад 250 містах. Рух ніколи не був офіційно зареєстрований в Росії.
Російський неонацизм також відрізняється потужним радикальним націоналізмом [джерело?], не в останню чергу через те, що панівна роль Росії та росіян пропагувалася як в Російській імперії, так і в Радянському Союзі.
15 серпня 2007 року, в Росії був заарештований студент за підозрою у викладені в Інтернет відеозапису обезголовлення двох мусульманських робітників-мігрантів, на фоні прапора зі свастикою. Відповідальність за вчинок взяла на себе Російська Націонал-соціалістична партія.
13 членів міжрегіонального ультраправого фашистського руху «Націонал-соціалістичне суспільство» (рос. Национал-социалистическое общество) були засуджені за скоєння 28 вбивств, багатьох нападів та підготовку теракту.

### Сербія
Неонацизм у Сербії, в основному, ґрунтується на національних і релігійних факторах. Nacionalni stroj (укр. Національний фронт), неонацистська організація з регіону Воєводина, організувала кілька інцидентів. Звинувачення були пред'явлені 18 провідним членам.

### Швейцарія
Неонацистський спалах і зростання потужності білих скінхедів у Швейцарії спостерігається в 1990-х і 2000-х рр. Розвиток відбувався паралельно зі збільшенням присутності правого популізму.

### Швеція
Неонацистська діяльність у Швеції обмежена перевагою білих груп, жодна з яких має не більш ніж кілька сотень членів. Основна неонацистська організація — Шведський Рух Опору.

## Азія

### Японія
Націонал-соціалістична робітнича партія Японії яп. 国家社会主義日本労働者党 — невелика неонацистська партія, що існує в Японії.

## Америка

### Бразилія
Декілька неонацистських банд з'явилися у Південній та Південно-східній Бразилії у 1990-х роках. Їхні вчинки привернули до них увагу ЗМІ та громадськості у 2000-х. Деякі члени цих банд були пов'язані з футбольними хуліганами.